# Lilies of the Field (1963)
Lilies of the Field (bra: Uma Voz nas Sombras) é um filme estadunidense de 1963, do gênero comédia dramática, produzido e dirigido por Ralph Nelson, com roteiro de James Poe baseado do livro homônimo de William E. Barrett.
Foi indicado a quatro prêmios Oscar, incluindo o de melhor filme.[carece de fontes?]

## Sinopse
Homer Smith (Sidney Poitier), um trabalhador itinerante desempregado, está dirigindo por uma estrada do Arizona, quando para na estrada para fazer um reparo seu carro. É quando encontra cinco freiras moradoras do local, que pedem que ele faça um pequeno conserto no telhado de sua fazenda. Em pouco tempo envolvido nas tarefas religiosas, Homer se vê destinado a construir uma nova capela para o local, mesmo sabendo que não terá remuneração financeira nenhuma.

## Elenco principal
- Sidney Poitier .... Homer Smith
- Lilia Skala .... madre Maria
- Lisa Mann .... irmã Gertrude
- Isa Crino .... irmã Agnes
- Francesca Jarvis .... irmã Albertine
- Pamela Branch .... irmã Elizabeth
- Stanley Adams .... Juan
- Dan Frazer .... pe. Murphy

## Principais prêmios e indicações
Oscar 1964 (EUA)
- Venceu na categoria de melhor ator, com Sidney Poitier,[2] primeiro ator negro a ganhar um Oscar.
- Foi indicado nas categorias de melhor filme,[carece de fontes?] melhor atriz coadjuvante (Lilia Skala)[carece de fontes?], melhor fotografia[carece de fontes?] e melhor roteiro adaptado.[carece de fontes?]

Bafta 1965 (Reino Unido)
- Indicado na categoria de melhor ator (Sidney Poitier).[carece de fontes?]

Festival de Berlim
- Sidney Poitier ganhou o Urso de Prata de melhor ator.[2]